# شکاف (فیلم ۲۰۰۹)
شکاف (به انگلیسی: Splice) فیلمی محصول سال ۲۰۰۹ و به کارگردانی وینچنزو ناتالی است. در این فیلم بازیگرانی همچون آدرین برودی، سارا پلی، دلفین چانیک، دیوید هیولت ایفای نقش کرده‌اند.